# Савинське (Тверська область)
Савинське (рос. Савинское) — присілок в Торжоцькому районі Тверської області Російської Федерації.
Населення становить 51 особу. Входить до складу муніципального утворення Мирновське сільське поселення.

## Історія
Від 2005 року входить до складу муніципального утворення Мирновське сільське поселення.

## Населення
| 1996 | 2002 | 2008 | 2010 |
| ---- | ---- | ---- | ---- |
| 42   | ↗67  | ↘61  | ↘51  |